# مارت (تگزاس)
مارت، تگزاس(به انگلیسی: Mart, Texas) شهری در ایالت تگزاس از ایالات جنوبی ایالات متحده آمریکا است. در سرشماری سال ۲۰۰۰، جمعیت این شهر ۲۲۷۳ نفر اعلام شد.